# Айдарали
Айдарали́ (баш. Айҙарәле) — село в Стерлибашевском районе Башкортостана, административный центр Айдаралинского сельсовета.

## История
Согласно архивным данным 19 июля 1749 года торговыми татарами во главе с отставным переводчиком Уфимской провинциальной канцелярии Арасланом Бикметовым – всего 35 человек – у башкир-вотчинников Слыминской волости были приобретены для "поселения дворами" земли вдоль рек Тятер, Изяк, Дема. Позднее – в 1751 году – у башкир Кулилиминской волости были куплены земли между реками Тятер и Уязы.
Среди переселенцев, приобретших землю, были и основатели села Айдаргали Юлдаев, Уразмет Тимкин, Габдулла Сафаров и Курмакай Тимаметов. По имени одного из основателей село в ревизских книгах начали именовать Айдар(г)алина (чья) деревня, а позднее просто Айдарали.

## Географическое положение
Расстояние до:
- районного центра (Стерлибашево): 19 км,
- ближайшей ж/д станции (Стерлитамак): 79 км.

Транспортное сообщение развито хорошо. Ежедневно через село проезжают 6—7 пар автобусов, в том числе совершающих прямые рейсы в города Стерлитамак, Салават, Кумертау, Казань, Набережные Челны.
Большая часть улиц села заасфальтирована.

## Территория
Территория села Айдарали протянулась вдоль реки Тятер (на 3,5 км) и ее притока Ачили (на 1,3 км). Село состоит из пяти улиц, четыре из которых тянутся с северо-востока на юго-запад (ул. Ленина, М. Гафури, Молодежная, Школьная), а одна — перпендикулярно им с северо-запада на юго-восток (ул. Матросова). Однако среди жителей большей частью в обиходе распространены названия исторических частей села.
Куян очы — дословно "Заячья улица", названа так из-за того, что ранее с севера улица ограничивалась небольшим лесным массивом, где местные жители охотились на зайцев.
Бакалы — от тат. "бака — лягушка", название связано с расположением улицы в заболоченной пойме реки Тятер и отчасти на месте ее старицы, где водится большое количество лягушек.
Яңа авыл — с татарского "Новая деревня", район расположения деревни Ново-Айдарали, которая вошла в состав в села по мере ее роста в северо-восточном направлении в середине XX века.
Тугай — "луг", по расположению на пойменных лугах вдоль реки Тятер.
Югары Ибрай (Тятербаш-Ибрай) — район деревни Верхнеибраево, вошедшей в состав села в ходе ее роста, располагалась северо-восточнее д. Ново-Айдарали, приблизительно в районе нынешней пилорамы.

Шоссе буе — "вдоль шоссе", по расположению вдоль автомобильной трассы Стерлибашево-Тятер-Арасланово.

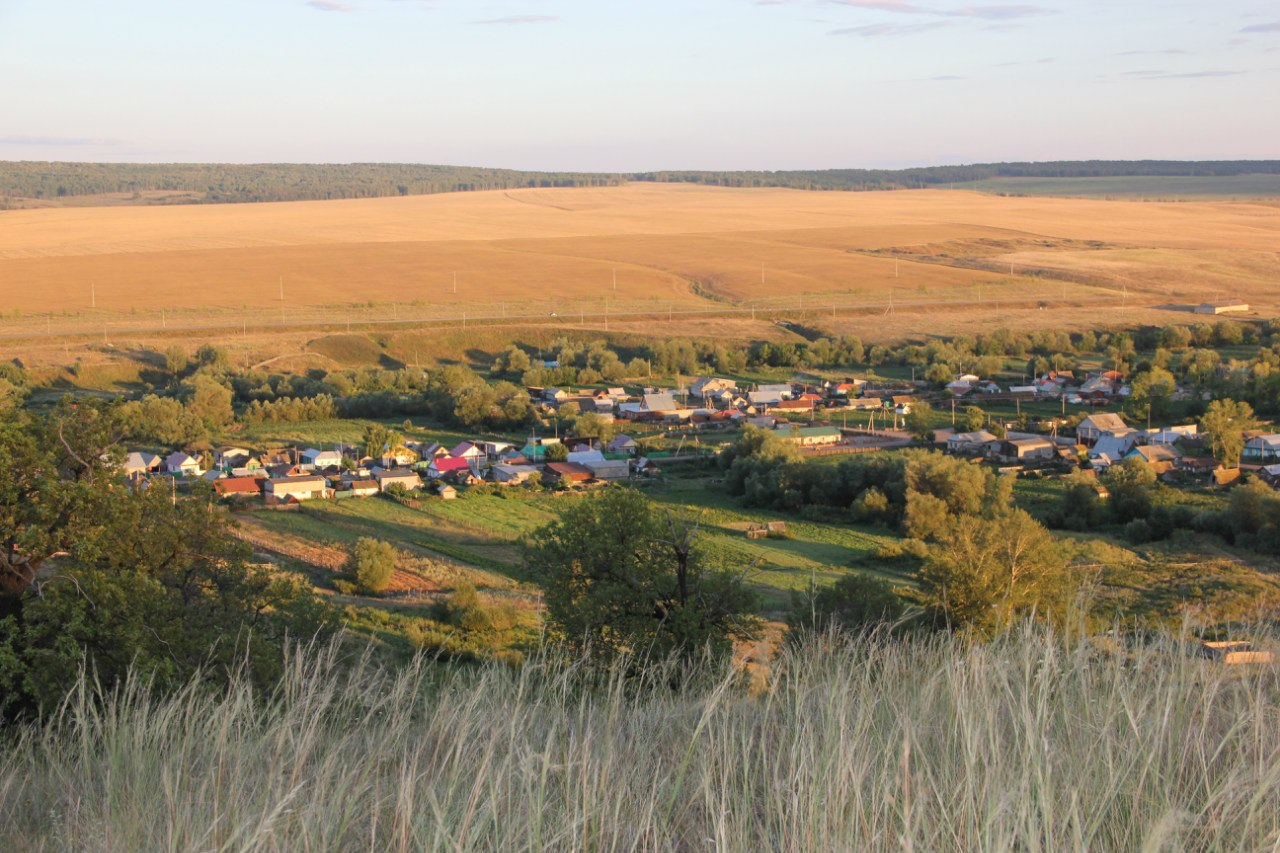
Исторический центр с. Айдарали

МТМ очы — по расположению в районе МТМ, застроенный в 80-е годы этот район соединил село с деревней Артюховка (расстояние между крайними домами двух населенных пунктов составляет около 40 м).
Площадь территории составляет более 200 га. При этом площадь зоны подтопления реками Тятер, Ачили, Чатра, Дмитриевка во время сильных паводков составляет до 25 га.
Село полностью газифицировано. Центральный водопровод состоит из трех автономных систем (Матросова, Ленина — М. Гафури, Школьная — Молодежная).

## Климат

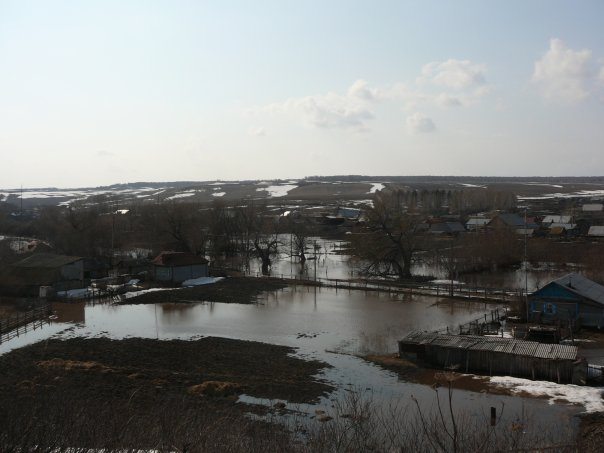
Разлив реки Тятер во время весеннего паводка

Село находится в зоне умеренно континентального климата. Зимой температура может достигать −30…-35°С, реже −40…-43°С. При этом более низкая температура наблюдается в низинах долины реки Тятер. Территория открыта воздействию юго-западных ветров, сила которых возрастает на возвышенностях в направлении с. Стерлибашева. В январе-феврале наблюдаются сильные морозы, редки случаи возникновения буранов, тогда как в марте они приобретают частый характер и приносят большое количество осадков. Высота снежного покрова на открытых участках колеблется от 0,5 м до 1 м, на маловетреных участках, особенно внутри населенных пунктов местами она может достигать 1,5 м — 2 м. Весна зачастую ранняя, с резким таянием снега, затоплением низменных территорий, в том числе территорий вдоль рек. Особенно сильные разливы Тятера наблюдаются юго-западнее села Айдарали, где ширина реки в пик паводка может достигать 100 м. Количество осадков в период с апреля по май обычно небольшое, что способствуют быстрому просыханию и прогреванию почвы. Лето жаркое и часто сухое, с редкими дождями. При этом наблюдается резкое падение стоков рек и усыхание мелких ручьев. Осень, напротив, очень дождлива и прохладна. Первый снег выпадает во второй половине октября — ноябре. При этом снежный покров может не устанавливаться вплоть до декабря. Весной и осенью наблюдаются сильные туманы.

## Население
Согласно переписи 2002 года преобладающая национальность — татары (93 %). Проживают также русские (в основном выходцы ближайших русских деревень), башкиры, чуваши.
| Численность населения |      |      |      |
| 2002                  | 2009 | 2010 | 2021 |
| 833                   | ↘785 | ↘711 | ↘480 |

## Образование
Первое документальное упоминание об Айдаралинском медресе относится к 1870 году (по данным ревизских книг).
После Октябрьской революции в с. Айдарали, д. Ново-Айдарали, д. Артюховка, а также в других деревнях Айдаралинского сельсовета были открыты светские школы.
В декабре 1970 года в нынешнее здание школы по адресу ул. Молодежная, 49, построенное колхозом "Ключевые горы", переехала Айдаралинская восьмилетняя школа, Артюховская восьмилетняя школа была расформирована, ее ученики и коллектив были переведены в Айдаралинскую школу. В 1975 года школа получила статус средней, количество учеников превышало 300 человек. В первую смену обучались на русском языке (бывшие ученики Артюховской школы и вновь набираемые русскоязычные классы), во вторую — на татарском (ученики из Айдаралинской школы).
В связи с общим упадком сельской местности наблюдается постоянная убыль населения. Основной причиной является отъезд молодежи в города. Если в 1997 г. численность детей школьного возраста составляла 160 чел., то к 2007 она снизилась до 120, а к 2017 г. — до 60 чел. Следствием этого стал поэтапный перевод школы из статуса средней в основную, далее в начальную. В 2017 году школа была закрыта. В 2019 г. по поручению Администрации Главы РБ возобновлена деятельность основной школы в качестве филиала, а с сентября 2020 года школа является самостоятельным юридическим лицом.
На базе школы с. Айдарали функционирует филиал Детской школы искусств Стерлибашевского района по классу аккордеона. Также ученики посещают кружки Дома детского творчества.
В здании школы также размещается детский сад. Посещают учреждение около 20 воспитанников. Детский сад с. Айдарали является базовым: детские сады с. Тятер-Арасланово, с. Яшерганово, с. Айтуган являются филиалами данного учреждения.

## Религия
В селе есть мечеть.